# Наутси
Наутси (фин. Nautsi; швед. Nautsk; саамск.: Njau'čč) — населённый пункт, существовавший в долине реки Паз в независимой Финляндии в период 1921—1944 годов, а затем на территории Мурманской области СССР до 1962 года. Ныне представляет собой урочище в долине реки Наутсийоки, правого притока реки Патсойоки, рядом с границей России и Норвегии. В 1942—1944 годах на территории населённого пункта действовал концлагерь для советских военнопленных из Барвенковского котла «Шталаг-322».

## История
Населённый пункт был основан как выселок из пазрецкого села Чалмъявр с саамским названием Няхча. В 1904 в нём проживало 12 жителей.
На этом месте одним из старейших жителей поселка Валерием Александровичем Долотовым (работал на Каскаде Пазских ГЭС с 1962 по 2009 год) были обнаружены предметы быта: гвозди, подковы (выкованные вручную), старинная печь с узорами ручной работы, даже необычная маска, вырезанная из дерева, старинные монеты. Самая старая из них датируется 1807 г. В 1809 году вся территория вошла в состав Российской империи. В 1920 уступлена Советской Россией независимой Финляндии. В 1921 году у посёлка прошла дорога на Ледовитый океан, которую правительство Финляндии начало строить после включения Петсамо (Печенги) в свой состав. Численность населения деревни достигла пика в 1938 г. накануне Зимней войны и составила 117 человек. Ввиду успешного наступления советской армии в 1939 году на печенгском направлении, финны отошли от советской границы до Наутси. Но Московский договор 1940 вернул практически весь Петсамо обратно Финляндии (за исключением полуострова Рыбачий). Окончательно вошёл в состав РСФСР СССР в 1944 году. 13 декабря 1962 года Мурманская область окончательно расформировала данный населённый пункт. Территория вошла в погранзону СССР.

## Годы ВОВ

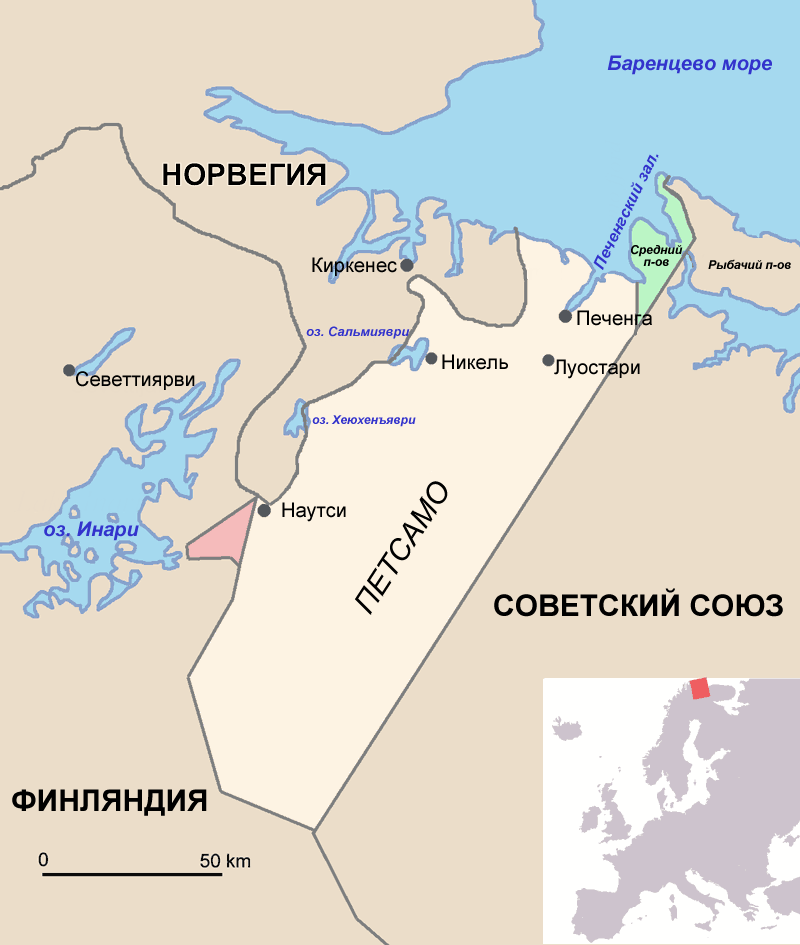
Наутси на карте Печенги (Петсамо). Розовым цветом — участок, выкупленный Советским Союзом в 1947 году

В 1940 году территорию Печенги под свой контроль взяли сотрудничавшие с Финляндией немецко-фашистские войска. Фашисты уделили Наутси особое внимание: ввиду малочисленности местного населения в 1942—1944 годах здесь были созданы трудовые концлагеря для советских военнопленных. Главной задачей их было создание взлётно-посадочной полосы для прямых перелётов в Америку и Японию. Концлагерь Наутси, также известный как «Шталаг-322», был обнаружен российскими археологами в 2008 году. 27 октября 1944 года в ходе так называемой Петсамо-Киркенесской операции 127-й лёгкий горнострелковый корпус в составе 69-й и 70-й морских стрелковых бригад совместно с 31-м стрелковым корпусом в погоне за отступающими немецко-фашистскими войсками преодолел за 10 суток около 150 километров пути от советско-финской границы и овладел населённым пунктом Наутси на границе Норвегии и Финляндии. Преcледовать противника приходилось в условиях горно-тундровой местности.